# Фёльшов
Фёльшов (нем. Völschow) — община в Германии, в земле Мекленбург-Передняя Померания.
Входит в состав района Деммин. Подчиняется управлению Ярмен-Тутов.  Население составляет 494 человека (на 31 декабря 2010 года). Занимает площадь 21,68 км².
Коммуна подразделяется на 4 сельских округа.